# Ponte Lungo (estación)
Ponte Lungo es una estación de la línea A del Metro de Roma. Se encuentra en la intersección de la Via Appia Nuova con la vía Gela y la Piazza di Ponte Lungo, de la cual recibe el nombre la estación.
Posee intercambio con la estación de Roma Tuscolana, que otorga servicio a las líneas FL1, FL3 e FL5 del servicio de ferrocarriles suburbanos de Roma.
En su entorno se encuentra el Parque de la Caffarella.

## Historia
La estación Ponte Lungo fue construida como parte del primer tramo (de Ottaviano a Anagnina) de la línea A del metro, entrando en servicio el 16 de febrero de 1980.